# Weiler (Vorarlberg)
Weiler is een gemeente in de Oostenrijkse deelstaat Vorarlberg, en maakt deel uit van het district Feldkirch.

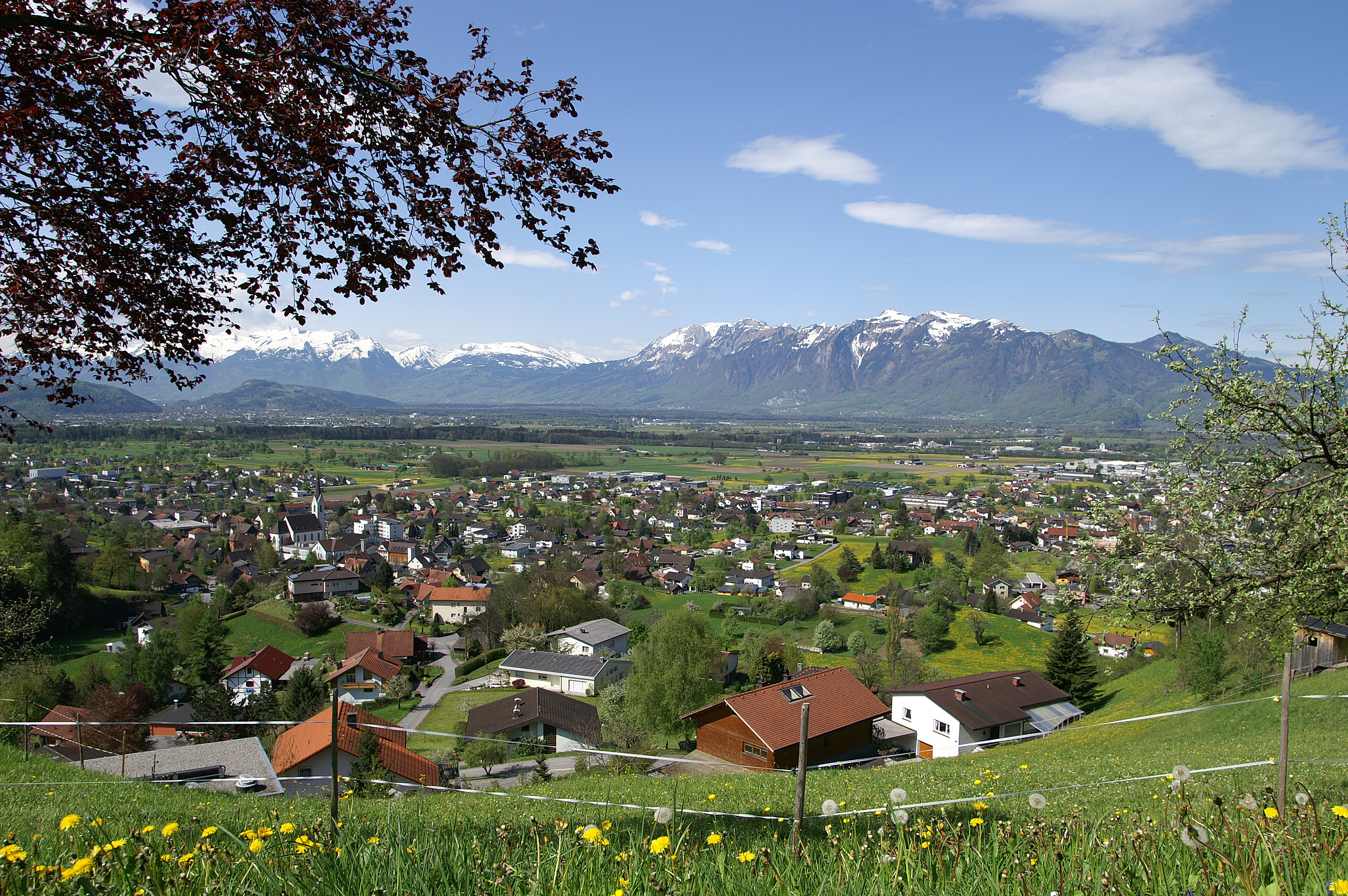
Weiler

Weiler telt ongeveer 2000 inwoners.
Altach · Düns · Dünserberg · Feldkirch · Frastanz · Fraxern · Göfis · Götzis · Klaus · Koblach · Laterns · Mäder · Meiningen · Rankweil · Röns · Röthis · Satteins · Schlins · Schnifis · Sulz · Übersaxen · Viktorsberg · Weiler · Zwischenwasser
- Gemeinsame Normdatei: 4738333-1
- Virtual International Authority File: 239213648